# James B. Uniacke
James Boyle Uniacke (ur. 1799, zm. 26 marca 1858) – kanadyjski polityk i prawnik. Pierwszy premier Nowej Szkocji.
Był synem Roberta Uniacke, długoletniego prokuratora generalnego brytyjskiej kolonii Nowa Szkocja. Rodzina Uniacke należała do ścisłej elity politycznej i społecznej kolonii. James od dziecka wychowywany był na polityka. Studia rozpoczął w Windsor w King’s College. Kontynuował je w Anglii, Bostonie i Nowym Jorku. Został praktykującym prawnikiem. Początkowo nie planował włączenia się w wielką politykę, wiodąc spokojne życie angielskiego dżentelmena, kolekcjonując książki, sztukę i z pasją oddając się uprawianiu sportów. Mimo swych tak bogatych zainteresowań, ostatecznie znalazł czas i na politykę. W 1932 po raz pierwszy został wybrany do kolonialnej legislatury. Choć początkowo wiązał się z partia konserwatywną, to walka o wprowadzenie w kolonii rządów przedstawicielskich, zbliżyły go do reformistów. W 1848 w czasie pierwszych wolnych wyborów w Dominium Nowej Szkocji był już liderem partii liberalnej (reformistów), a po ich zwycięstwie został pierwszym premierem Dominium. Wobec podupadającego zdrowia, strącił dużą część wpływów w partii na rzecz radykałów i w 1954 przekazał jej przywództwo oraz stanowisko premiera Williamowi Young. Nie zakończyło to jednak udziału Uniacke'a w sprawach państwowych. Niedługo po ustąpieniu ze stanowisku premiera został mianowany komisarzem ziem koronnych i naczelnym geodetą dominium. Zmarł w 1858 i został pochowany w Halifaksie.